# Анзен-Сент-Обен
Анзен-Сент-Обен (фр. Anzin-Saint-Aubin) — коммуна во Франции, регион О-де-Франс, департамент Па-де-Кале, округ Аррас, кантон Аррас-1. Пригород Арраса, расположен в 3 км к северо-западу от центра города, на левом берегу реки Скарп.
Население (2018) — 2 773 человека.

## История
Коммуна была образована слиянием двух деревень — Анзен и Сент-Обен. Первая из них была основана в IX веке, вторая — в 1154 году. В XVI веке монахи из аббатства Святого Ведаста построили в Анзене мельницу, отдельные части которой сохранились до настоящего времени.
Коммуна была полностью разрушена во время Первой мировой войны, поскольку она являлась базой для размещения войск и артиллерии; церковь и замок были переоборудованы под госпитали. Население коммуны сильно уменьшилось во время Второй мировой войны, когда многие погибли или ушли в партизанские отряды.
С 50-х годов XX века численность населения снова растет из-за общей тенденции переселения из сельской местности в города.

## Достопримечательности
- Церковь Сакре-Кёр XIX века
- Часовня Святого Альбина (Обена) XVII века
- Шато XVIII века, в настоящее время здание мэрии
- Ярко раскрашенная водонапорная башня

## Экономика
Структура занятости населения:
- сельское хозяйство — 0,9 %
- промышленность — 3,7 %
- строительство — 7,4 %
- торговля, транспорт и сфера услуг — 35,0 %
- государственные и муниципальные службы — 53,0 %

Уровень безработицы (2017) — 7,1 % (Франция в целом — 13,4 %, департамент Па-де-Кале — 17,2 %). 

Среднегодовой доход на 1 человека, евро (2017) — 26 910 (Франция в целом — 21 110, департамент Па-де-Кале — 18 610).

## Демография
Динамика численности населения, чел.

## Администрация
Пост мэра Анзен-Сент-Обена с 2020 года занимает Валери Эль-Амин (Valérie El Hamine). На муниципальных выборах 2020 года возглавляемый ею независимый список одержал победу в 1-м туре, получив 52,69 % голосов.
| Период | Период | Фамилия         | Партия                         | Примечания                                          |
| ------ | ------ | --------------- | ------------------------------ | --------------------------------------------------- |
| 1983   | 2008   | Филипп Саломе   | Союз за французскую демократию | предприниматель, член Совета региона Нор-Па-де-Кале |
| 2008   | 2020   | Давид Эк        | Социалистическая партия        | территориальный чиновник                            |
| 2020   |        | Валери Эль-Амин |                                | медицинская сестра                                  |

## Спорт
В Анзен-Сент-Обене находятся поля для гольфа, принадлежащие гольф-клубу Арраса, на которых в 1996 и 2000—2009 годах проводился профессиональный турнир Open de France Dames, входящий в Женский Европейский тур.

## Галерея

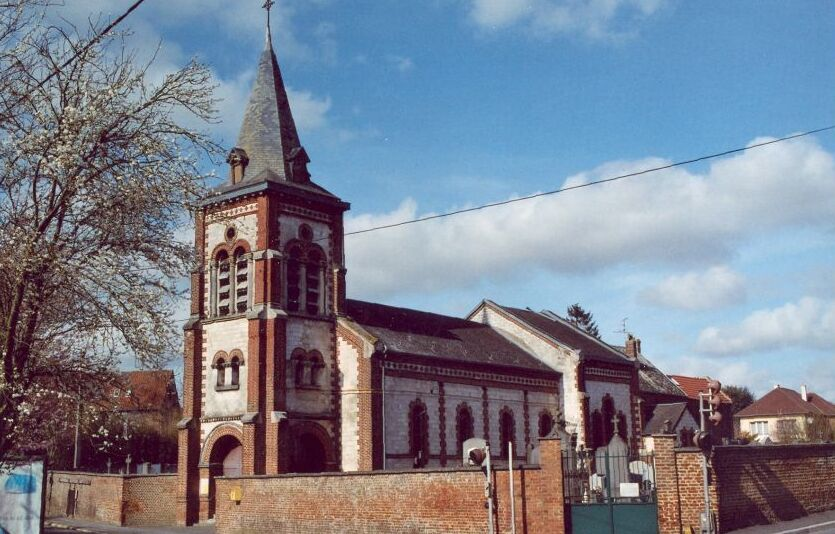
Церковь Сакре-Кёр
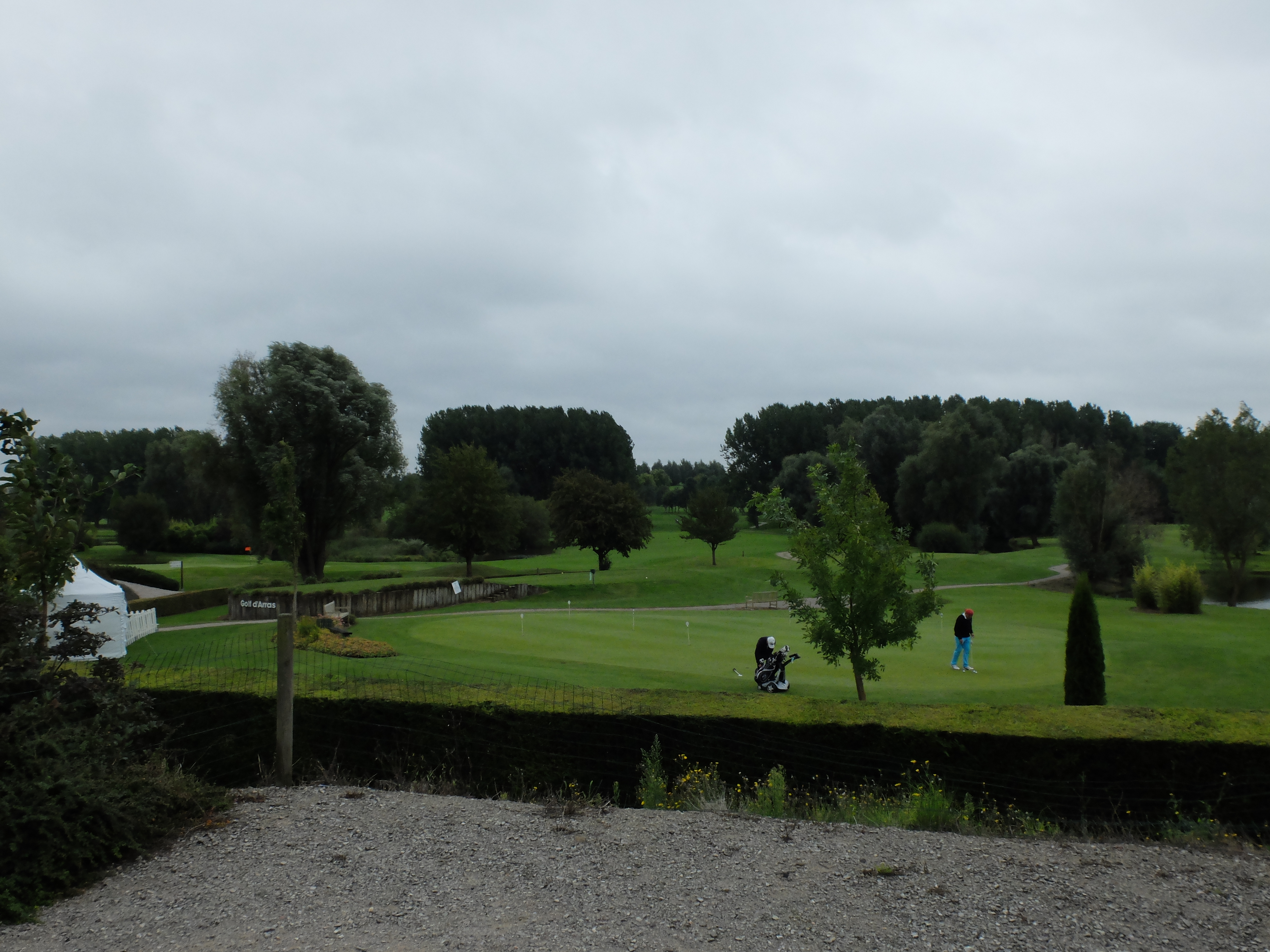
Поле для гольфа

1. 1 2  база данных о французских коммунах — Национальный географический институт Франции, 2015.